# Nous continuons le changement - Bulgarie démocratique
Nous continuons le changement - Bulgarie démocratique , abrégé PP-DB, (en bulgare : Продължаваме промяната – Демократична България) est une coalition politique bulgare fondée le 13 février 2023 en vue des élections législatives d'avril 2023.

## Résultats

### Élections législatives
| Année   | Voix    | %     | Rang | Élus     | +/- | Gouvernement |
| ------- | ------- | ----- | ---- | -------- | --- | ------------ |
| 2023    | 621 069 | 23,55 | 2e   | 64 / 240 | 9   | Denkov       |
| 06/2024 | 307 849 | 13,92 | 3e   | 39 / 240 | 25  | Aucun        |
| 10/2024 | 346 063 | 13,74 | 2e   | 37 / 240 | 2   | Opposition   |

### Élections européennes
| Année | Voix    | %     | Position | Mandats | Groupe parlementaire |
| ----- | ------- | ----- | -------- | ------- | -------------------- |
| 2024  | 290 792 | 14,44 | 3e       | 3 / 17  |                      |

### Municipales
| Année | Voix | %    | Position | Mandats | Groupe municipal |
| ----- | ---- | ---- | -------- | ------- | ---------------- |
| 2023  |      | 34,3 | 1er      | 22 / 61 | PP-DB-SS         |